# Beau Séjour
Beau Séjour is een Belgische dramaserie van productiehuis De Mensen, gecreëerd door Nathalie Basteyns, Kaat Beels, Sanne Nuyens en Bert Van Dael waarin een vermoorde persoon zijn of haar eigen dood onderzoekt.
Het eerste seizoen werd van 1 januari tot 5 maart 2017 uitgezonden op Eén. In Nederland werd KRO-NCRV het eerste seizoen uitgezonden vanaf 17 januari 2021 op NPO 3.
In november 2017 werd bevestigd dat een tweede seizoen gedraaid zal worden. De scenaristen en productiehuis De Mensen bekwamen 25.000 euro subsidie voor het schrijven van het scenario van het Vlaams Audiovisueel Fonds (VAF), een primeur voor een tweede seizoen. De opnames voor het tweede seizoen startten op 11 juni 2019 in Zeebrugge en liepen tot november 2019. Het tweede seizoen werd uitgezonden door Eén vanaf 31 januari 2021. Het tweede seizoen werd vanaf 14 juni 2021 uitgezonden op NPO 3.

## Seizoen 1

### Verhaal

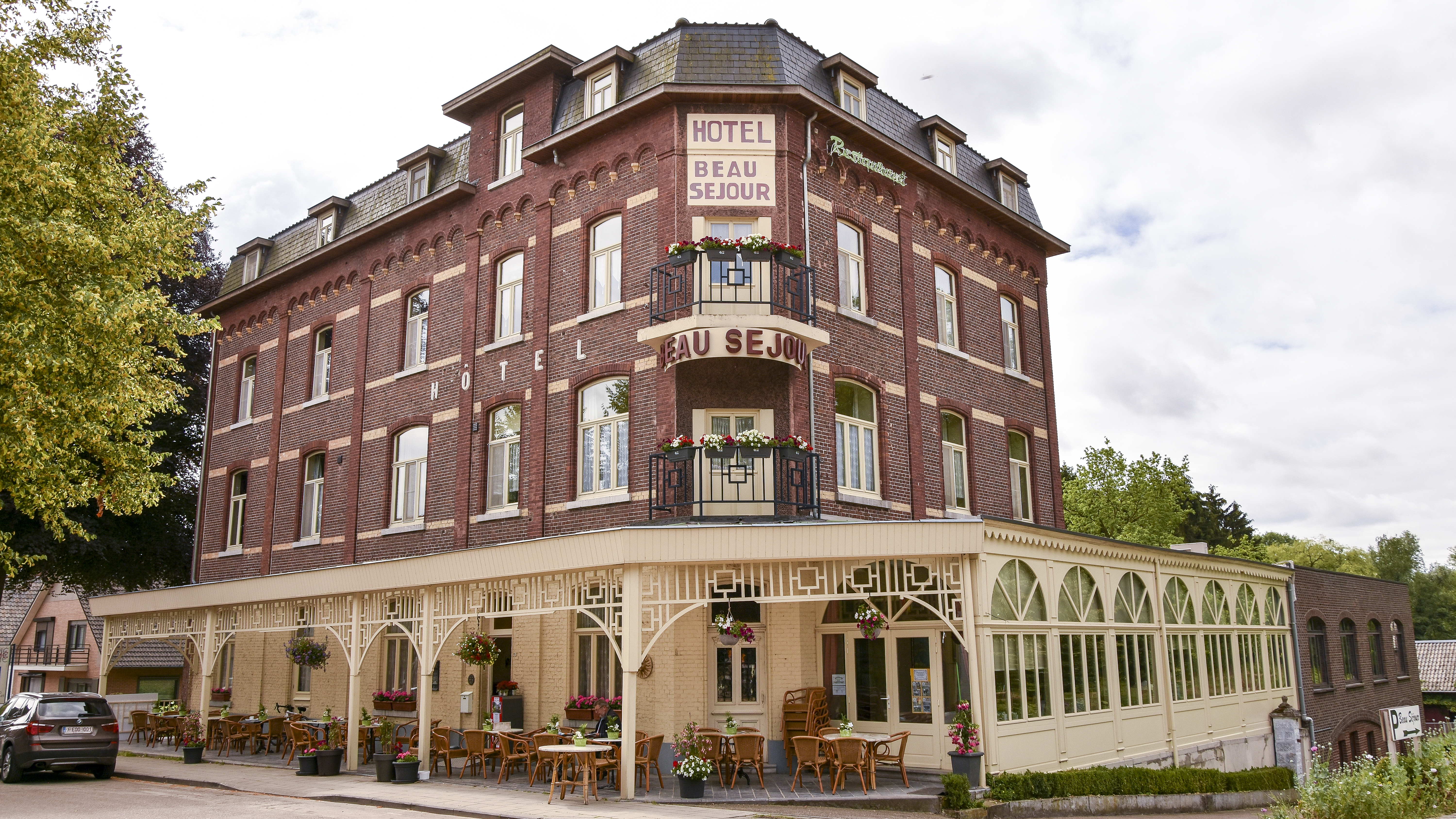
Hotel Beau Séjour

Kato ontwaakt onder het bloed en zonder herinneringen in het hotel Beau Séjour naast haar eigen lijk. Ze moet proberen haar eigen moordzaak op te lossen. Hoewel ze dood is, loopt ze gewoon nog rond, maar niemand ziet of hoort haar. Gaandeweg komt ze tot de ontdekking dat er een handjevol mensen is dat haar wel ziet en hoort. Sommigen kent ze en anderen niet. Ze weet niet waarom net deze mensen haar kunnen zien. Ze probeert te reconstrueren wat er is gebeurd op de avond van haar dood.

### Rolverdeling
| Acteur                 | Personage                   |
| ---------------------- | --------------------------- |
| Lynn Van Royen         | Kato Hoeven                 |
| Inge Paulussen         | Kristel Brouwers            |
| Jan Hammenecker        | Marcus Otten                |
| Kris Cuppens           | Luc Hoeven                  |
| Johan Van Assche       | Alexander Vinken            |
| Katrin Lohmann         | Marion Schneider            |
| Mieke De Groote        | Dora Plettinckx             |
| Roel Vanderstukken     | Bart Blom                   |
| Joren Seldeslachts     | Charlie Vinken              |
| Joke Emmers            | Ines Anthoni                |
| Charlotte Timmers      | Sofia Otten                 |
| Guus Bullen            | Cyril Otten                 |
| Tiny Bertels           | Hild Jacobs                 |
| Reinhilde Decleir      | Renée Brouwers              |
| Barbara Sarafian       | Melanie Engelenhof          |
| Maarten Nulens         | Leon Vinken                 |
| Max Pauwels            | Gianni                      |
| Apostolos Tsanaktsidis | Kenny                       |
| Jakob Beks             | Onderzoeksrechter Vercammen |

### Afleveringen
| Aflevering | Titel              | Uitzending       | Live kijkers | Marktaandeel live | Live + 6 kijkers |
| ---------- | ------------------ | ---------------- | ------------ | ----------------- | ---------------- |
| 1          | Het lijk           | 1 januari 2017   | 1.045.743    | 44,9%             | 1.356.524        |
| 2          | De vijf            | 8 januari 2017   | 1.266.894    | 51,4%             | 1.536.205        |
| 3          | Het medium         | 15 januari 2017  | 1.255.094    | 46,6%             | 1.527.896        |
| 4          | De opening         | 22 januari 2017  | 1.171.277    | 45,9%             | 1.430.276        |
| 5          | Volle maan         | 29 januari 2017  | 1.269.683    | 51,1%             | 1.501.604        |
| 6          | De bruiloft        | 5 februari 2017  | 1.224.566    | 48,5%             | 1.513.590        |
| 7          | De film            | 12 februari 2017 | 1.205.289    | 48,2%             | 1.432.589        |
| 8          | De Maaslandmoorden | 19 februari 2017 | 1.237.870    | 48,4%             | 1.412.346        |
| 9          | De bekentenis      | 26 februari 2017 | 1.145.927    | 47,1%             | 1.402.386        |
| 10         | De nacht           | 5 maart 2017     | 1.273.247    | 49,2%             | 1.466.577        |

### Prijzen
- Festival Séries Mania – Publieksprijs 2016[6]
- Festival de Télévision de Monte-Carlo - Golden Nymph Award for Lynn Van Royen Best actress in a drama series 2018
- Scenaristengilde – beste scenario tv-reeks voor Sanne Nuyens, Benjamin Sprengers en Bert Van Dael 2017

### Internationaal
De serie werd gedubd uitgezonden op Arte in Duitsland en Frankrijk en toegevoegd aan de cataloog van Netflix in meerdere landen.

## Seizoen 2

### Verhaal
Voormalig marinecommandant Maurice ziet zijn eigen lijk hangen aan de mast van de zeilboot Beau Séjour. Hij gelooft niet dat hij zelfmoord heeft gepleegd en wil zijn familie ervan overtuigen dat er meer aan de hand is. Daarom begint hij zijn eigen dood te onderzoeken,
Nadat Maurice drijfnat wakker wordt op het strand ontdekt hij dat niemand hem nog kan horen of zien. Hij dwaalt op de aarde rond als een soort levende dode en is geschokt als hij merkt dat zijn familie hem liever kwijt dan rijk is. Ze reageren achteloos en soms ronduit koud op zijn dood. Maurice kan zich er echter niets meer van herinneren en gelooft niet dat hij zelfmoord zou plegen. Ook het politiedossier klopt niet helemaal.

### Rolverdeling
| Acteur               | Personage                                                                        |
| -------------------- | -------------------------------------------------------------------------------- |
| Gene Bervoets        | Maurice Teirlinck                                                                |
| Lize Feryn           | Alice Teirlinck (jongste dochter van Maurice)                                    |
| Greet Verstraete     | Britt Teirlinck (middelste dochter van Maurice)                                  |
| Katelijne Verbeke    | Bea Teirlinck (ex-vrouw van Maurice)                                             |
| Emilie De Roo        | Esther Teirlinck (oudste dochter van Maurice)                                    |
| Titus De Voogdt      | Vinnie Scheepers (lokale politieman en vriend van de familie Teirlinck)          |
| Janne Desmet         | Mira Declerck (politie-inspecteur die de zaak onderzoekt, ex-collega van Vinnie) |
| Lennard Corne        | Jasper Greeve (kleinzoon van Maurice en zoon van Britt)                          |
| Tom Vermeir          | Joachim Claes (man van Esther, baas van Britt)                                   |
| Hilde Uitterlinden   | Micheline Teirlinck (moeder van Maurice)                                         |
| Sam Louwyck          | Guy Greeve (vader van Erik en grootvader van Jasper)                             |
| Jack Wouterse        | Tille Vanderwal (partner van Bea)                                                |
| Louis Talpe          | Nicholas Moens (partner van Vinnie)                                              |
| Alessia Sartor       | Lola Claes (dochter van Joachim en Esther)                                       |
| Lennert Lefever      | Simon Claes (zoon van Joachim en Esther)                                         |
| Kasper Vandenberghe  | Erik Greeve (overleden man van Britt)                                            |
| Charlie Chan Dagelet | Yasmine Amani (vriendin / partner (?) van Alice)                                 |

### Afleveringen
| Aflevering | Titel           | Uitzending       | Live kijkers | Marktaandeel live | Live + 6 kijkers |
| ---------- | --------------- | ---------------- | ------------ | ----------------- | ---------------- |
| 1          | De storm        | 31 januari 2021  | 1.204.419    |                   | 1.402.705        |
| 2          | De video        | 7 februari 2021  | 1.081.025    |                   | 1.240.148        |
| 3          | Opie            | 14 februari 2021 | 895.125      |                   | 1.102.721        |
| 4          | Het kampvuur    | 21 februari 2021 | 866.988      |                   | 1.020.138        |
| 5          | Het bootje      | 28 februari 2021 | 886.309      |                   | 1.056.740        |
| 6          | Het ongeluk     | 7 maart 2021     | 829.046      |                   | 990.398          |
| 7          | Het artikel     | 14 maart 2021    | 805.753      |                   | 1.002.706        |
| 8          | Het bedrog      | 21 maart 2021    | 834.572      |                   | 1.034.486        |
| 9          | Een tweede kans | 28 maart 2021    | 851.281      |                   | 1.007.296        |
| 10         | Het verraad     | 4 april 2021     | 955.992      |                   | 1.105.979        |